# Фаркер, Джордж
Джордж Фа́ркер (англ. George Farquhar; 1677—1707) — ирландский драматург.

## Биография
Фаркер родился в мае или июне 1677 на севере Ирландии. Умер в Лондоне 29 апреля 1707.